# Лямин, Степан Васильевич
Степа́н Васи́льевич Ля́мин (9 января 1910, д. Алексеенки, Можайский уезд, Московская губерния, Российская империя — 12 марта 1975, Советск, Калининградская область, РСФСР, СССР) — гвардии капитан, Герой Советского Союза.

## Биография
Степан Лямин родился в русской крестьянской семье. После окончания шести классов уехал в Москву и работал слесарем в артели. В 1932—1933 годах проходил срочную службу в Красной Армии. После демобилизации работал в Сочи слесарем одного из санаториев. Учился заочно. В 1939 году Лямин был избран народным судьёй одного из участков города Сочи. На этой должности и застало Степана Васильевича начало Великой Отечественной войны.
В августе 1941 года Лямин был мобилизован и направлен в Новочеркасское военное кавалерийское училище, которое окончил в феврале 1942 года.
В действующей армии Лямин с марта 1942 года. Воевал в составе 250-го гвардейского артиллерийско-миномётного полка 17-я гвардейской кавалерийская дивизии 2-го гвардейского кавалерийского корпуса. В 1943-1944 годах два раза был легко ранен.
Гвардии капитан Лямин отличился в боях по освобождению Польши. 14-15 января 1945 года, командуя дивизионом в составе дивизионной артиллерийской группы 82-й стрелковой дивизии, находился в боевых порядках стрелковых рот и корректировал огонь батарей. В результате меткого артиллерийского огня были подавлены миномётная батарея и пулемётные точки противника, что обеспечило выход стрелковых подразделений Красной Армии к реке Пилица южнее города Варка и форсирование её.
Указом Президиума Верховного Совета СССР от 31 мая 1945 года гвардии капитану Лямину Степан Васильевичу присвоено звание Героя Советского Союза с вручением ордена Ленина и медали «Золотая Звезда» (№ 6833).
После окончания войны Степан Васильевич Лямин продолжил службу в Красной Армии. Вышел в отставку в 1947 году.
По увольнении с военной службы Степан Васильевич поселился в городе Советске Калининградской области, куда был назначен начальником Известковского завода Советского целлюлозно-бумажного комбината. В конце 1947 года его избирают депутатом Советского городского Совета депутатов.
С декабря 1948 по декабрь 1951 года С. В. Лямин — народный судья 2-го участка города Советска. За добросовестное исполнение служебного долга неоднократно поощрялся в дисциплинарном порядке. По окончании судейского срока несколько лет работал в Советске юрисконсультом.
Последние годы трудовой биографии был начальником местного депо.
Степан Васильевич проводил активную воспитательно-патриотическую работу в школах и ПТУ Калининградской области. Председатель судебной коллегии по уголовным делам Калининградского областного суда Юрий Иванович Голышев, выпускник средней школы № 1 города Советска, с учениками которой наиболее часто беседовал Лямин, позже вспоминал об одной из таких встреч с ветераном:

«На встречу с учениками пригласили Героя Советского Союза Степана Васильевича Лямина. Он рассказывал о себе, войне, фронтовых друзьях и вдруг … от нахлынувших воспоминаний заплакал. А учитель сказал нам на это: „Смотрите, какой Герой, а какой мягкий, простой человек!“»
Впоследствии подлинные реликвии ветерана, в том числе наградные листы Героя Советского Союза С. В. Лямина, будут переданы его потомками музею этой школы.
Скончался Степан Васильевич Лямин 12 марта 1975 года. Похоронен в городе Советске.

## Награды
- Медаль «Золотая Звезда» — 31 мая 1945 года.
- Два Ордена Ленина.
- Орден Красного Знамени.
- Орден Александра Невского.
- Орден Отечественной войны I степени.
- Орден Красной Звезды.
- Медали.

## Память
- Имя Героя Советского Союза С. В. Лямина увековечено в названии одной из улиц города Советска.
- В Советске на стене дома, где жил ветеран, по улице Осипа Пятницкого у перекрёстка с улицей Ленина установлена мемориальная доска.